# Jana Valdrová
Jana Valdrová, (* 29. června 1955, Moravská Třebová) je česká jazykovědkyně, germanistka, specializující se na lingvistiku genderových a sexuálních identit a autorka publikací a encyklopedických hesel o vztahu mezi jazykem a genderem.

## Život
Narodila se v Moravské Třebové. Oba rodiče pocházeli z česko-německého prostředí a části jejich rodin byly po druhé světové válce odsunuty do Rakouska a Německa. Poznatky o dramatických okolnostech odsunu formovaly postoje Jany Valdrové vůči prosazování moci prostřednictvím jazyka a předznamenaly její pozdější zaměření na lingvistiku genderových a sexuálních identit (feministickou lingvistiku/genderovou lingvistiku a queerlingvistiku).
Vystudovala učitelství německého a ruského jazyka pro školy 2. stupně na Filozofické fakultě dnešní Masarykovy univerzity v Brně. Stala se nejprve středoškolskou učitelkou a od roku 1990 vyučovala na univerzitách v Ostravě a na Pedagogické fakultě Jihočeské univerzity v Českých Budějovicích.
V roce 1998 obhájila disertační práci v oblasti jazykového pojednávání žen v českém a německém jazyce, která po dobu následujících dvaceti let zůstala jedinou českou disertací ve svém oboru. Oponentní posudek k disertaci vypracoval významný český bohemista prof. Milan Jelínek; zdůraznil v něm potřebu připravenosti české lingvistiky na jazykové požadavky feministické lingvistiky v době, kdy se o feministické lingvistice v české jazykovědě téměř nic nevědělo. Z důvodu neexistence české odborné literatury získala Jana Valdrová stipendium vlády Bádenska-Württemberska k výzkumu problematiky na univerzitě v německé Kostnici.
Po přestěhování do Tyrolska pokračuje Jana Valdrová ve výzkumné a přednáškové činnosti. Je vědeckou spolupracovnicí Univerzity Innsbruck a členkou Rakouského svazu slavistů. O genderových tématech v jazyce přednáší a publikuje v zemích Evropy a USA, cyklus přednášek uskutečnila v roce 2013 na Univerzitě Omara Bonga v Libreville (Gabon).

## Dílo

### Příspěvek k otázce přechylování
Jana Valdrová vnesla do české jazykovědy několik nových témat. Jako první česká jazykovědkyně otevřela debatu o (ne)zbytnosti přechylování ženských příjmení v češtině a postavila se za svobodnou volbu tvaru příjmení. Revidovala tvrzení některých členek a členů jazykovědné obce, že v českém jazyce údajně nepřipadá v úvahu téma diskriminace pohlaví, neboť čeština disponuje kategorií jmenného rodu; pokračovala ve výzkumech i přesto, že se vůči nim stavěly skepticky osobnosti jako bohemista František Daneš.

### Příspěvek ke generickému maskulinu
Z perspektivy genderu zkoumala jazykové stereotypy. Na příkladech ukázala, že lpění na tzv. tradičních vzorech ženství se odráží na vyjadřovací praxi a může působit v neprospěch společenského statusu žen. Ve svých studiích označování žen tzv. generickým maskulinem zpochybnila názory vědecké obce, že pojmy vědec, sportovec, politik atd. označují muže i ženu rovným dílem. Na základě vlastních analýz anglicky a německy psaných směrnic a doporučení pro nesexistické vyjadřování (guidelines for non sexist language, gender fair language, nichtsexistischer Sprachgebrauch) formulovala první analogická doporučení pro český jazyk, jejichž přehled podává metodický materiál zvaný Kultura genderově vyváženého vyjadřování (2010). U jmen a příjmení zkoumá jako zatím jediná česká jazykovědkyně pragmatické aspekty jejich genderové neutrality se speciálním zřetelem ke jménům trans osob.

### Nový encyklopedický slovník češtiny (2016)
Jana Valdrová se trvale zasazuje o rovné jazykové pojednávání žen a mužů a o zkvalitnění vědecké báze v oblasti lingvistiky genderových a sexuálních identit. Pro Nový encyklopedický slovník češtiny (Karlík, Petr, Marek Nekula, J. Pleskalová 2016) zpracovala hesla, týkající se jazyka a genderu, popřípadě byla jejich spoluautorkou: biologický rod x mluvnický (gramatický) rod, feministická lingvistika, gender, genderová lingvistika, genderově vyvážené vyjadřování], generické maskulinum.

## Výběr z publikací
- Kolek, V., a J. Valdrová. Czech gender linguistics: Topics, attitudes, perspectives, 2020.[6]
- Valdrová, J. 2018. Reprezentace ženství z perspektivy lingvistiky genderových a sexuálních identit. Praha: SLON.
- Kolek, V., a J. Valdrová. 2017. Die tschechische sprachwissenschaftliche Geschlechterforschung im Spiegel der bohemistischen Fachzeitschriften Naše řeč und Slovo a slovesnost.[7] Pp. 147–165 in Osnabrücker Beiträge zur Sprachtheorie 91.
- Valdrová, J. 2016. Typological Differences between Languages as an Argument against Gender-fair Language Use?[8] Pp. 270–283 in Jusová, I., J. Šiklová (eds.). Czech Feminism. Perspectives on Gender in East Central Europe. Bloomington and Indianapolis: Indiana University Press.
- Valdrová, J. 2015. Angela Merkelová, Elfriede Jelinek(ová) und Barbara Coudenhoveová- Kalergiová: Zum gegenwärtigen tschechischen Umgang mit weiblichen Familiennamen.[9] Pp. 537–547 in Anreiter, P., E. Mairhofer, C. Posch (eds.). Argumenta. Festschrift für Manfred Kienpointner zum 60. Geburtstag. Wien: praesens Verlag.
- Valdrová, J. 2012. Rodové asymetrie názvů osob z hlediska feministické lingvistiky. Pp. 118–123 in Jazykovědné aktuality, ročník XLIX (2012), číslo 3 a 4.
- Valdrová, J., Blanka Knotková-Čapková, P. Paclíková 2010. Kultura genderově vyváženého vyjadřování.
- Valdrová, J. 2009. Kdo potřebuje -ová? Přechylování příjmení jako záležitost osobních identit. Praha: FSV UK 23. 3., Ústí nad Labem: FF UJEP 9. 4., Brno: Nesehnutí 29. 11.
- Valdrová, J. 2008. Požadavky EU na genderově korektní překlad a tlumočení. Přednáška a seminář pro České překladatelské oddělení Evropského parlamentu. Luxembourg, 10. 11.
- Valdrová, J. 2008. „Žena a vědec? To mi nejde dohromady.“ Testy generického maskulina v českém jazyce.[10] Pp. 26–38 in Naše řeč 91, 2008, č.1.
- Valdrová, J. 2006. Gender a společnost.[11] Vysokoškolská učebnice pro nesociologické směry magisterských a bakalářských studií. Ústí nad Labem: PF UJEP a Aktion. 236 stran.
- Valdrová, J. 2005. Jak jazyk zabíjí image odbornice.[12] Pp. 1–3 in Gender, rovné příležitosti, výzkum. Ročník 6. Č. 2/2005.
- Valdrová, J. 2003. Rod ženský v jazyce.[13] Pp. 277–288 in Vodáková, A., O. Vodáková (eds.). Rod ženský. Praha: Sociologické nakladatelství.
- Valdrová, J. 2001. Novinové titulky z hlediska genderu.[14] Pp. 90–96 in Naše řeč 84, 2001, č. 2.
- Valdrová, J. 2000. The Image of a Woman in Czech Media and Its Impact on Female Identity. Příspěvek na Světovém kongresu Společnosti pro studia střední a východní Evropy. USA: Washington D.C., University of Washington, 9.-22. 8.